# Kanton Werden
Der Kanton Werden (franz.: Canton de Werden) war eine von zunächst sieben im Jahr 1808 gebildeten Verwaltungseinheiten, in die sich das Arrondissement Essen im Departement des Rheins des von Napoleon errichteten Großherzogtums Berg gliederte und bis 1813 bestand. Der Kanton war zugleich ein Friedensgerichtsbezirk. Der namensgebende Hauptort (chef-lieu) war die Stadt Werden, heute ein Stadtteil von Essen in Nordrhein-Westfalen. Im Jahr 1808 wurden im Kanton 7.589 Einwohner gezählt.

## Geschichte
Bis zum Beginn des 19. Jahrhunderts gehörte der Verwaltungsbezirk des Kantons Werden landesherrlich beinahe vollständig zur Reichsabtei Werden, Byfang war Teil des Reichsstifts Essen. Die Abtei Werden sowie das Reichsstift Essen und deren Territorien wurden 1803 auf dem Reichsdeputationshauptschluss dem König von Preußen zugesprochen. Im Friedensvertrag von Tilsit (1807) verzichtete der preußische König Friedrich Wilhelm III. auf seine Besitztümer zwischen Rhein und Elbe. Napoleon gliederte u. a. das Gebiet der Abtei Werden und des Reichsstifts Essen im März 1808 dem 1806 entstandenen Großherzogtum Berg an.
Im November 1808 setzte im Großherzogtum eine umfassende Neuordnung der Verwaltung nach französischem Vorbild ein. Sie sah eine Gliederung nach Departements, Arrondissements (Bezirke) und Kantonen vor. Der Kanton Werden gehörte zum Departement des Rheins und war eingeteilt in die Mairies Kettwig und Werden, aus denen nach 1815 die preußischen Bürgermeistereien  Kettwig und Werden im Kreis Essen entstanden. Nach Napoleons Niederlage in der Völkerschlacht bei Leipzig wurde die Region Ende 1813 provisorisch dem Generalgouvernement Berg unterstellt und 1815 auf dem Wiener Kongress dem Königreich Preußen zugeordnet.
Heute gehören die Ortschaften beinahe vollständig zur nordrhein-westfälischen Stadt Essen.

## Verwaltungsgliederung
| Ortschaft                      | Mairie 1811 | Herrschaft bis 1803 | gehört heute zu                          |
| ------------------------------ | ----------- | ------------------- | ---------------------------------------- |
| Baldeney, Bauerschaft          | Kettwig     | Reichsabtei Werden  | Essen, Ortsteil von Bredeney             |
| Byfang, Dorfschaft             | Werden      | Reichsstift Essen   | Essen, Stadtteil Byfang                  |
| Bredeney, Bauerschaft          | Kettwig     | Reichsabtei Werden  | Essen, Stadtteil Bredeney                |
| Fischlaken, Dorfschaft         | Werden      | Reichsabtei Werden  | Essen, Stadtteil Fischlaken              |
| Hamm, Dorfschaft               | Werden      | Reichsabtei Werden  | Essen, Ortsteil von Werden               |
| Heidthausen, Dorfschaft        | Werden      | Reichsabtei Werden  | Essen, Stadtteil Heidhausen              |
| Heisingen, Dorfschaft          | Kettwig     | Reichsabtei Werden  | Essen, Stadtteil Heisingen               |
| Hinsbeck, Dorfschaft           | Werden      | Reichsabtei Werden  | Essen, Ortsteil von Kupferdreh           |
| Holsterhausen, Dorfschaft      | Werden      | Reichsabtei Werden  | Essen, Stadtteil Holsterhausen           |
| Ickten, Bauerschaft            | Kettwig     | Reichsabtei Werden  | Essen, Ortsteil von Kettwig              |
| Kettwig, Flecken               | Kettwig     | Reichsabtei Werden  | Essen, Stadtteil Kettwig                 |
| Kettwiger Umstand, Bauerschaft | Kettwig     | Reichsabtei Werden  | Essen, Ortsteil von Kettwig              |
| Klein-Umstand, Dorfschaft      | Werden      | Reichsabtei Werden  | Velbert, Ortsteil des Stadtbezirks Mitte |
| Rodberg, Dorfschaft            | Werden      | Reichsabtei Werden  | Essen, Ortsteil von Kupferdreh           |
| Roßkothen, Bauerschaft         | Kettwig     | Reichsabtei Werden  | Essen, Ortsteil von Kettwig              |
| Schuir, Bauerschaft            | Kettwig     | Reichsabtei Werden  | Essen, Stadtteil Schuir                  |
| Werden, Stadt                  | Werden      | Reichsabtei Werden  | Essen, Stadtteil Werden                  |

Anmerkungen zu der Tabelle:
- Die Ortsnamen wurden in der historischen Schreibweise aus dem Décret über die Eintheilung des Großherzogthums Berg aus dem Jahr 1808 und aus einem Ortsverzeichnis aus dem Jahr 1811 übernommen.[1][4] Abweichend vom Dekret von 1808 wurden die Bezeichnungen Bauerschaft und Dorfschaft aus einem preußischen Gemeindeverzeichnis aus dem Jahr 1836 übernommen.[3]
- Die Zugehörigkeit zu den Mairies entstammen ebenfalls aus dem Ortsverzeichnis aus dem Jahr 1811.[4]